# Slantsy
Slantsy (Russisch: Сланцы) is een Russische stad in de oblast Leningrad, gelegen op bijna 200 kilometer ten zuidwesten van Sint-Petersburg. Het is de belangrijkste stad van het gelijknamige rayon. Het ligt aan de rivier de Pljoessa.
De bevolking ligt rond de 36.000, in 1989 was dit nog ruim 43.000. De nederzetting werd gesticht in 1934, in 1949 kreeg het stadstatus.
Slantsy is Russisch voor schalie, een verhard oppervlaktesediment dat kerogeen bevat, dat op zijn beurt bij verhitting olie oplevert. Een groot deel van de stad was werkzaam in de olie-industrie. Al in de 19e eeuw, lang voordat de stad gesticht was, werd de gewonnen olie gebruikt om onder andere de straten van Sint-Petersburg mee te verlichten.
Na het ineenstorten van de Sovjet-Unie werden de mijnen gesloten, hetgeen resulteerde in werkloosheid in de regio. Het gedaalde inwoneraantal reflecteert dit.

## Geboren
- Aleksej Dmitrik (12 april 1984), atleet

Bestuurlijk centrum: Sint-Petersburg (geen onderdeel van de oblast)

Steden: Boksitogorsk · Gatsjina · Ivangorod · Kamennogorsk · Kingisepp · Kirisji · Kirovsk · Kommoenar · Ljoeban · Lodejnoje Pole · Loega · Nikolskoje · Novaja Ladoga · Otradnoje · Pikaljovo · Podporozje · Primorsk · Priozersk · Sertolovo · Sjasstroj · Sjlisselburg · Slantsy · Sosnovy Bor · Svetogorsk · Tichvin · Tosno · Volchov · Volosovo · Vsevolozjsk · Vyborg · Vysotsk

Stedelijke districten: Sosnovy Bor

Gemeentelijke districten: Boksitogorski · Gatsjinski · Kingiseppski · Kirisjski · Kirovski · Lodejnopolski · Loezjski · Lomonosovski · Podporozjski · Priozerski · Slantsevski · Tichvinski · Tosnenski · Volchovski · Volosovski · Vsevolozjski · Vyborgski